# Bunny hug

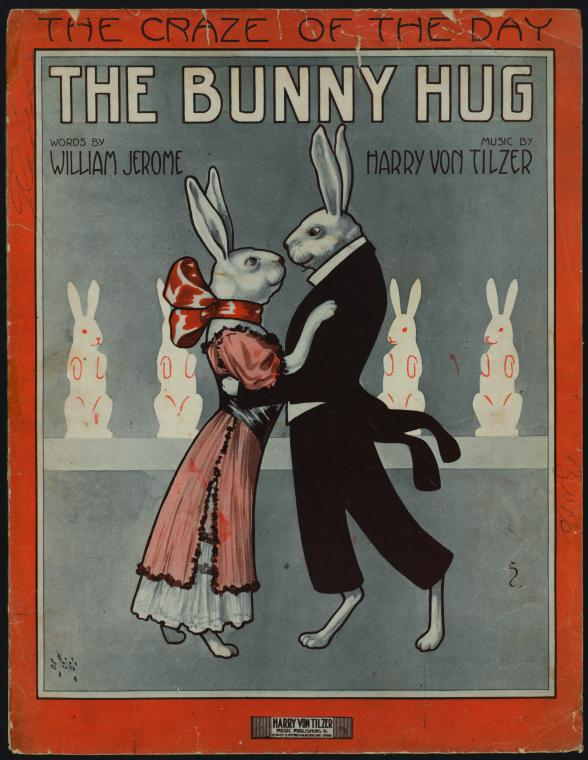
Couverture de partition musicale montrant des lapins antropomorphiques dansant le bunny hug, illustrée par André De Takacs.

Le bunny hug est une danse pratiquée par les jeunes au début du XXe siècle. On pense qu'elle est née à San Francisco, en Californie, dans les salles de danse de la côte Barbary avec le Texas Tommy et certaines danses animales telles que le turkey trot (en) et le pas de l'ours.

## Histoire
Le bunny hug a son pic de popularité de 1901 à 1910. Cette danse a été interprétée sur la musique des grands compositeurs de ragtime américains. Le bunny hug, comme d'autres danses dites « animales », a provoqué beaucoup de tumulte dans la haute société.

## Dans la culture populaire
- Une chanson sous le titre « The Bunny Hug » avec sous-titre « the Craze of the Day », composée par Harry von Tilzer avec des paroles de William Jerome (en), est sortie en 1912[1].
- Le court métrage comique Vitagraph de 1913 Bunny Dips Into Society (en) présente des scènes du comédien John Bunny interprétant le Bunny Hug ; le film est également sorti sous le titre Bunny and the Bunny Hug.
- Un cocktail est nommé Bunny Hug (hu) en référence à la danse[5].